# Gubin
Gubin là một thị trấn thuộc huyện Krośnieński, tỉnh Lubuskie ở tây Ba Lan. Thị trấn có diện tích 21 km². Đến ngày 1 tháng 1 năm 2011, dân số của thị trấn là 16631 người và mật độ 804 người/km².